# Finale della Coppa del mondo per club FIFA 2022
La finale della Coppa del mondo per club FIFA 2022 si è disputata sabato 11 febbraio 2023 allo stadio Moulay Abdallah di Rabat tra gli spagnoli del Real Madrid, vincitori della UEFA Champions League 2021-2022, e i sauditi dell'Al-Hilal, nominati dall'AFC in quanto vincitori dell'AFC Champions League 2021. Ad imporsi è stato il Real Madrid, che ha vinto per 5-3, conquistando il quinto successo nella competizione, rafforzando il numero record di vittorie nella manifestazione.

## Squadre partecipanti
| Squadra     | Confederazione | Qualificazione                                  | Partecipazioni precedenti (in grassetto indica la vittoria) |
| ----------- | -------------- | ----------------------------------------------- | ----------------------------------------------------------- |
| Real Madrid | UEFA           | Vincitore della UEFA Champions League 2021-2022 | 4 (2014, 2016, 2017, 2018)                                  |
| Al-Hilal    | AFC            | Nominata dall'AFC                               | Nessuna                                                     |

## Cammino verso la finale
| Real Madrid                              | Real Madrid      | Squadra                            | Al-Hilal   | Al-Hilal  |
| ---------------------------------------- | ---------------- | ---------------------------------- | ---------- | --------- |
| Avversario                               | Risultato        | Coppa del mondo per club FIFA 2022 | Avversario | Risultato |
| Qualificato direttamente alla semifinale |                  |                                    |            |           |
| Secondo turno                            | Wydad Casablanca | 1–1 (dts) 5–3 (dtr)                |            |           |
| Al-Ahly                                  | 4–1              | Semifinali                         | Flamengo   | 3–2       |

## Tabellino
| Arbitro: | Anthony Taylor |

|                                                 |           |                            |
| Vinícius 13’, 69’ Valverde 18’, 58’ Benzema 54’ | Marcatori | 26’ Marega 63’, 79’ Vietto |

| Real Madrid | Al-Hilal |

| P               | 13 | Andriy Lunin        |     |
| D               | 2  | Daniel Carvajal     | 79’ |
| D               | 22 | Antonio Rüdiger     |     |
| D               | 4  | David Alaba         |     |
| D               | 12 | Eduardo Camavinga   |     |
| C               | 18 | Aurélien Tchouaméni | 62’ |
| C               | 10 | Luka Modrić         | 74’ |
| C               | 8  | Toni Kroos          | 74’ |
| A               | 15 | Federico Valverde   |     |
| A               | 9  | Karim Benzema       | 62’ |
| A               | 20 | Vinícius Júnior     |     |
| A disposizione: |    |                     |     |
| P               | 26 | Luis López          |     |
| P               | 30 | Lucas Cañizares     |     |
| D               | 3  | Éder Militão        |     |
| D               | 5  | Jesús Vallejo       | 79’ |
| D               | 6  | Nacho               | 74’ |
| D               | 16 | Álvaro Odriozola    |     |
| C               | 19 | Dani Ceballos       | 62’ |
| C               | 31 | Mario Martín        |     |
| C               | 33 | Sergio Arribas      |     |
| A               | 11 | Marco Asensio       | 74’ |
| A               | 21 | Rodrygo             | 62’ |
| A               | 24 | Mariano             |     |
| Allenatore:     |    |                     |     |
| Carlo Ancelotti |    |                     |     |

| P               | 1  | Abdullah Al-Mayouf   |     |
| D               | 66 | Saud Abdulhamid      |     |
| D               | 20 | Jang Hyun-soo        |     |
| D               | 5  | Ali Al-Bulaihi       |     |
| D               | 4  | Khalifa Al-Dawsari   |     |
| C               | 28 | Mohamed Kanno        |     |
| C               | 6  | Gustavo Cuéllar      |     |
| C               | 19 | André Carrillo       | 74’ |
| C               | 10 | Luciano Vietto       | 86’ |
| C               | 29 | Salem Al-Dossari     | 74’ |
| A               | 17 | Moussa Marega        | 86’ |
| A disposizione: |    |                      |     |
| P               | 21 | Mohammed Al-Owais    |     |
| P               | 31 | Habib Al-Wotayan     |     |
| D               | 42 | Muath Faqihi         |     |
| D               | 67 | Mohammed Al-Khaibari |     |
| D               | 70 | Mohammed Jahfali     |     |
| C               | 8  | Abdullah Otayf       |     |
| C               | 16 | Nasser Al-Dawsari    | 74’ |
| C               | 43 | Musab Al-Juwayr      |     |
| C               | 96 | Michael              | 74’ |
| A               | 9  | Odion Ighalo         | 86’ |
| A               | 11 | Saleh Al-Shehri      |     |
| A               | 14 | Abdullah Al-Hamdan   | 86’ |
| Allenatore:     |    |                      |     |
| Ramón Díaz      |    |                      |     |

| Assistenti arbitrali: Gary Beswick (Inghilterra) Adam Nunn (Inghilterra) Quarto ufficiale: Ma Ning (Cina) Assistente di riserva: Zhou Fei (Cina) VAR: Massimiliano Irrati (Italia) Assistenti al VAR: Fu Ming (Cina) Kathryn Nesbitt (Stati Uniti) Rédouane Jiyed (Marocco) | Regole dell'incontro: - due tempi regolamentari da 45 minuti ciascuno; - due tempi supplementari da 15 minuti ciascuno in caso di parità; - tiri di rigore in caso di ulteriore parità; inizialmente cinque per squadra, e a oltranza fino a spareggio in caso di ulteriore parità; - numero massimo di 23 giocatori per squadra a referto (11 in campo e 12 come potenziali sostituti); - cinque sostituzioni permesse nei tempi regolamentari; una sesta permessa nei tempi supplementari. |

## Statistiche
| Statistiche       | Real Madrid | Al-Hilal |
| ----------------- | ----------- | -------- |
| Reti segnate      | 2           | 1        |
| Tiri totali       | 6           | 4        |
| Tiri in porta     | 4           | 1        |
| Parate            | 0           | 2        |
| Possesso palla    | 64%         | 36%      |
| Calci d'angolo    | 3           | 0        |
| Falli commessi    | —           | —        |
| Fuorigioco        | 1           | 1        |
| Cartellini gialli | 0           | 0        |
| Cartellini rossi  | 0           | 0        |

| Statistiche       | Real Madrid | Al-Hilal |
| ----------------- | ----------- | -------- |
| Reti segnate      | 3           | 2        |
| Tiri totali       | 11          | 5        |
| Tiri in porta     | 7           | 2        |
| Parate            | 0           | 4        |
| Possesso palla    | 69%         | 31%      |
| Calci d'angolo    | 3           | 0        |
| Falli commessi    | —           | —        |
| Fuorigioco        | 0           | 0        |
| Cartellini gialli | 0           | 0        |
| Cartellini rossi  | 0           | 0        |

| Statistiche       | Real Madrid | Al-Hilal |
| ----------------- | ----------- | -------- |
| Reti segnate      | 5           | 3        |
| Tiri totali       | 17          | 9        |
| Tiri in porta     | 11          | 3        |
| Parate            | 0           | 6        |
| Possesso palla    | 66%         | 34%      |
| Calci d'angolo    | 6           | 0        |
| Falli commessi    | 10          | 8        |
| Fuorigioco        | 1           | 1        |
| Cartellini gialli | 0           | 0        |
| Cartellini rossi  | 0           | 0        |